# Ruwenzoracris latisignata
Ruwenzoracris latisignata är en insektsart som beskrevs av Rehn, J.A.G. 1914. Ruwenzoracris latisignata ingår i släktet Ruwenzoracris och familjen gräshoppor. Inga underarter finns listade i Catalogue of Life.